# Styrbjörn von Stedingk
Styrbjörn von Stedingk, född 25 juni 1901, död 6 april 1918, var en svensk friherre, scout och frivillig i finska inbördeskriget. Den 16 juni 1915 räddade Styrbjörn von Stedingk en nioårig pojke från att drunkna vid Djursholms ångbåtsbrygga. Styrbjörn von Stedingk lyckades genom att dyka få upp pojken som redan försvunnit under vattenytan. För bedriften tilldelades Styrbjörn von Stedingk 1915 medaljen För berömliga gärningar i guld, femte storleken, av kung Gustav V. Han belönades även med svenska scoutrörelsens medalj Guldkorset.  Styrbjörn von Stedingks föräldrar var Lars von Stedingk och Naëma Lagerborg. Modern kom från Finland och tillhörde en finlandssvensk adelssläkt. Efter att Finska inbördeskriget brutit ut i januari 1918 anslöt sig Styrbjörn von Stedingk till frivilligförbandet Svenska brigaden som slogs på den vita sidan i inbördeskriget. Styrbjörn von Stedingk var då 16 år gammal och blev en av Svenska brigadens allra yngsta soldater. Han deltog i slaget om Tammerfors och sårades dödligt den 3 april 1918 i närheten av Kalevankangas begravningsplats, där hårda strider utspelade sig. Tre dagar senare avled han av sina skador. Författaren Gösta Gustaf-Janson var klasskamrat med Styrbjörn von Stedingk och beskriver honom i sina memoarer som "en ovanligt fin och vänlig och försynt pojke, minst av allt någon gåpåare eller slagskämpe". von Stedingk är begravd på Djursholms begravningsplats.